# Стейн, Марк Аурель
Сэр Марк Аурель Стейн (венг. Stein Márk Aurél, Штейн; 26 ноября 1862 — 26 октября 1943) — венгерский путешественник и этнограф, который — наряду со Свеном Гедином и П. К. Козловым — в XX веке внёс наибольший вклад в исследование Восточного Туркестана. Его основные труды — «Древний Хотан» (тт. 1—2, 1907), «Сериндия» (тт. 1—5, 1921), «Внутренняя Азия» (тт. 1—4, 1928). 

## Биография
Стейн родился в Будапеште, в еврейской семье, но практически всю жизнь работал на британское правительство, в том числе с разведывательными целями. Начинал карьеру в лахорской Школе востоковедения, где в 1892 г. подготовил к публикации на санскрите единственный сохранившийся староиндийский исторический трактат — «Поток царей» Кальханы. До 1900 г. работал над английским переводом этого произведения.
В том же году Стейн, вдохновлённый примером Свена Гедина, впервые наведался в Восточный Туркестан и дошёл по «Шёлковому пути» до Хотана. Эта вылазка стала прелюдией к знаменитому путешествию 1906—08 годов, в ходе которого Стейн отморозил и потерял несколько пальцев на правой ноге. Месяцы лишений были вознаграждены — Стейну удалось установить маршруты караванных путей, которые связывали Европу с Китаем во времена Римской империи.
При исследовании лоуланьских древностей Стейн обнаружил тексты на неизвестных дотоле тохарских языках и наткнулся на европеоидные мумии их предполагаемых носителей (см. таримские мумии). Перебравшись через пустыню Такла-Макан, близ Дуньхуана путешественник обнаружил Пещеру тысячи будд, а в ней — ок. 40 000 бесценных Дуньхуанских рукописей, включая древнетюркскую «Книгу гаданий» и древнейшую в мире печатную книгу «Алмазная сутра». Часть раннебуддийских фресок он снял и перевёз в Музей азиатских древностей в Нью-Дели.
Итоги экспедиции Стейна взбудоражили учёную общественность Европы, а король даровал ему в 1912 г. рыцарский титул. Тогда же он разоблачил некого Ислама Ахуна, который мистифицировал учёных новодельными «греко-буддийскими» рукописями на бересте. В 1913—18 и 1930 гг. Стейн вновь путешествовал по Восточному Туркестану, хотя с годами сфера его интересов смещалась к юго-западу — в сторону древнего Кушанского царства.
В 1919 году принимал участие в Монголии раскопках города Хара-хото.
В последние годы жизни Стейна занимали два вопроса — греко-буддийские древности и восточные пределы продвижения войск Александра Македонского. Его труды способствовали прояснению маршрута македонской армии в Индии. Умер он во время подготовки путешествия в Афганистан и был похоронен в Кабуле.